# Schloss Weiden

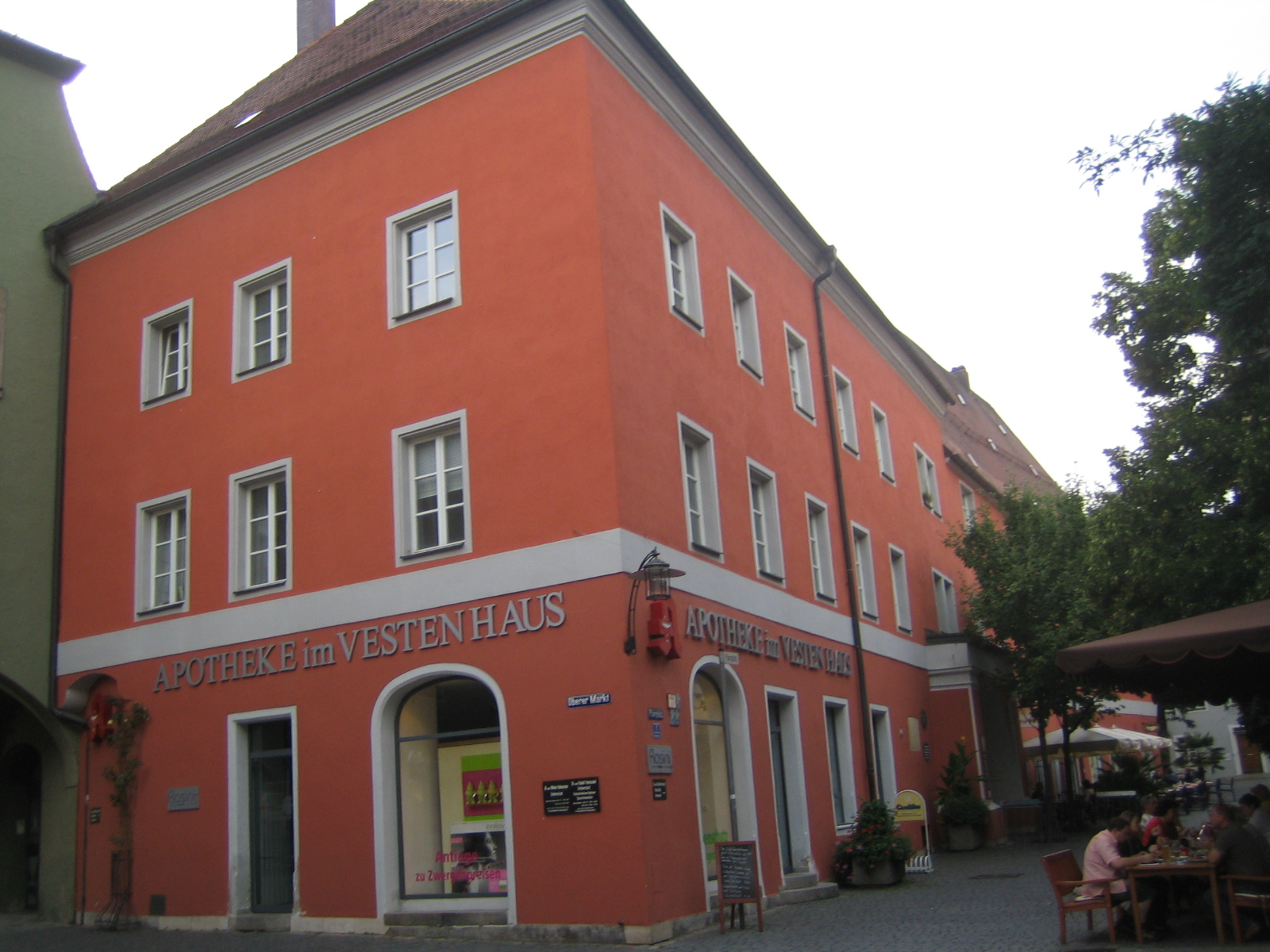
„Vestes Haus“ in Weiden in der Oberpfalz

Das Schloss Weiden, auch Vestes Haus genannt, befindet sich in der kreisfreien Stadt Weiden in der Oberpfalz (Pfarrplatz 1). Es ist unter der Aktennummer D-3-63-000-76 als Baudenkmal von Weiden verzeichnet.

## Geschichte
Das „Veste Haus“ ist der ehemalige Verwaltungssitz des Gemeinschaftsamtes Parkstein-Weiden in Weiden. Hier hatte der „Landschreiber zu Weiden“ seinen Sitz; genannt werden von 1435 bis 1448 ein Konrad Lengfelder, 1465 ist es Nikolaus Lengfelder, zwischen 1474 und 1478 Hans Wildenmanner und 1485 Konrad Uttinger. Auch der „Rentmeister zu Weiden“ ist hier belegt. Von 1585 bis 1593 war es die Residenz des Pfalzgrafen, im 19. Jahrhundert war es ein königliches Rentamt.

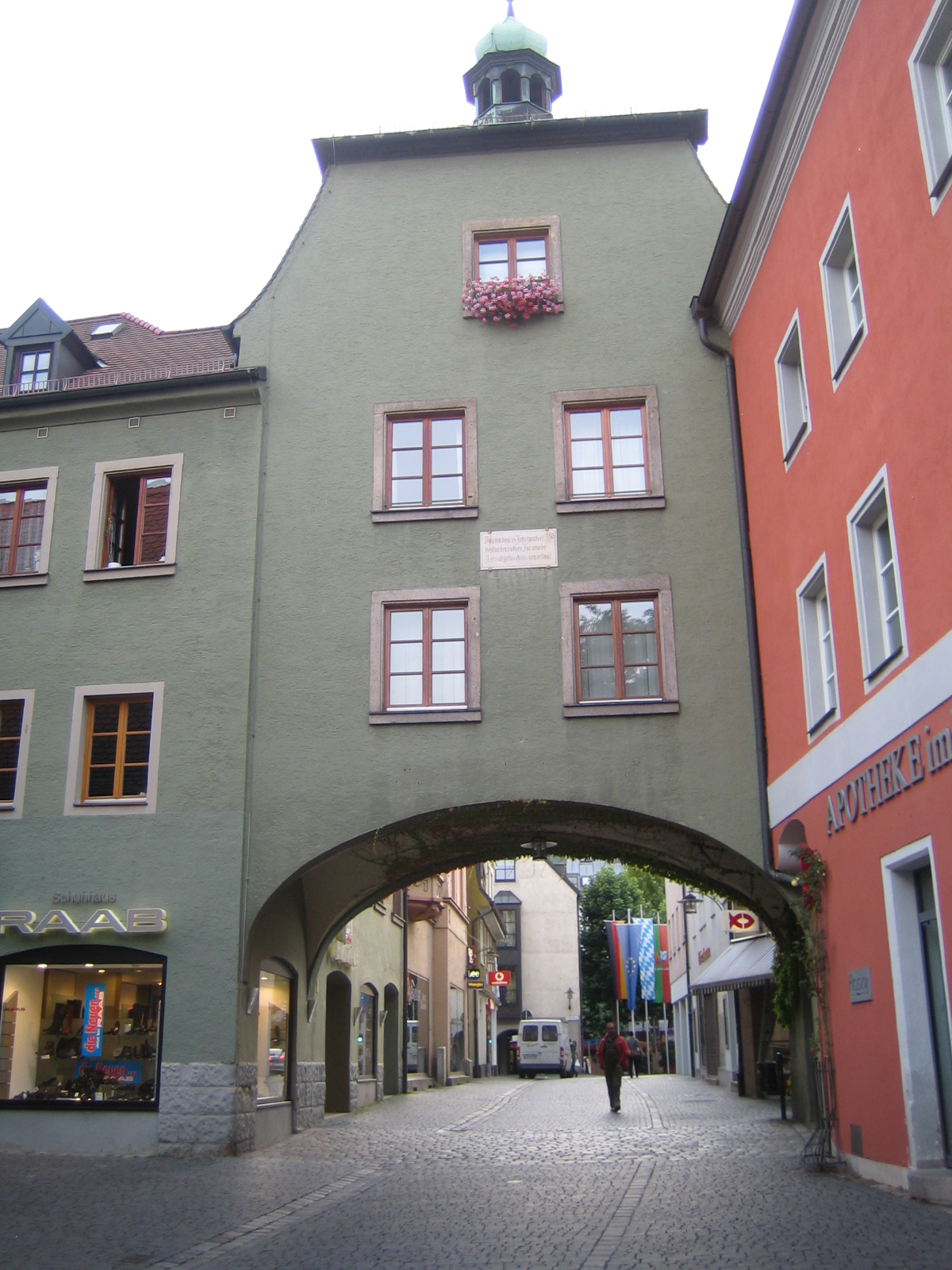
Oberes Tor mit dem Vesten Haus (2008)

## Beschreibung
Das „Veste Haus“ ist ein langgestreckter, dreigeschossiger und verputzter Massivbau. Es besteht aus einem zweigeteilten Baukörper. Der südliche Wohnteil besitzt ein Walmdach, es wurde 1404 erbaut, 1493 wurden Aus-/Umbauten durchgeführt; er ist mit einem vorspringenden und von Pilastern flankierten Rundbogenportal von 1543 ausgestattet. Der nördliche Teil ist ein ehemaliger Speicherbau mit einem Satteldach und drei Giebeltoren; an der Schmalseite besitzt es drei und auf der Längsseite sechs Fensterachsen. Das Gebäude hat eine Verbindung zum Oberen Tor und rückwärtig zu einem Rest der Stadtmauer. Heute befindet sich hier die „Apotheke im Vesten Haus“.